# M3偵察車
M3偵察車（M3 Scout Car）是美國在二戰時期裝備的一種四輪驅動輪型裝甲車，主要用於巡邏、偵察、指揮、救護和火炮牽引用途。

## 設計及歷史
M3偵察車於1938年由懷特汽車公司（White Motor）設計，原本訂單是為美國陸軍第7騎兵旅提供64架服役，其後陸軍決定採用車體更長更闊、車頭保險槓設有拉索滾筒的改進版本，並定名為M3A1。M3A1在1941量產，至1944年終止，各種衍生型共生產了20,918輛。
M3A1可搭載8人（1名駕駛員和7名乘客），開放式車殼裝有1門.50 白朗寧M2重機槍及2門.30 M1919機槍。
它的設計影响了二戰後推出的蘇聯BTR-40及後來的M2半履帶車。

## 服役

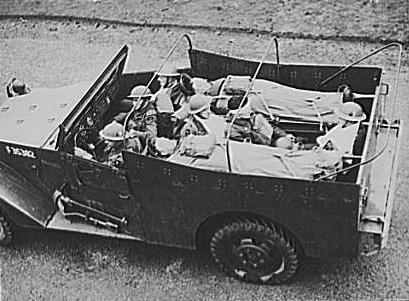
M3救護車

M3A1首次是在1941年至1942年的菲律賓戰場，亦裝備了位於北非戰場及西西里島的美國陸軍騎兵部隊，主要用作偵察、指揮和火力支援用途。直至1943年中期，由於M3A1採用開放式車殼令其防護能力低，4輪設計對山地及非平地的適應能力不足，美國陸軍在1943年開始以M8裝甲車和M20通用裝甲車作取代，只有小量的M3A1服役於諾曼第及太平洋戰場的美國海軍陸戰隊二線部隊。
除了美國外，二戰時的M3A1亦有通過租借法案交給同盟國部隊，蘇聯紅軍接收了3034輛，主要作偵察用途和作為ZIS-3榴彈炮的火炮牽引車（一直服役至1947年），而英國和自由法國部隊則用作火炮觀測、救護車和偵察用途，其他還有比利時、巴西、柬埔寨、智利、寮國、菲律賓、葡萄牙、南越、捷克斯洛伐克、波蘭和中華民國，國軍自1942年起接收M3偵察車，用於抗日戰爭，後來在國共內戰當中又有若干被解放軍擄獲。
戰後大部份曾服役過的M3A1被賣至亞洲和拉丁美洲國家，以色列在獨立戰爭中也有採用，小數甚至加裝了頂部裝甲和旋轉式砲塔，而法國亦有將戰時的M3A1部署在法屬阿爾及利亞和法屬印度支那。
最後一個使用國是多明尼加共和國，他們一直採用M3A1至1990年代後期。

## 使用國家
- 美国
- 納粹德國 - 擄獲使用
- 中華民國
- 中华人民共和国- 擄獲使用
- 比利时
- 以色列
- 黎巴嫩- 擄獲使用
- 巴西
- 柬埔寨
- 加拿大
- 智利
- 捷克斯洛伐克
- 法國
- 希腊
- 挪威
- 菲律賓
- 波蘭
- 葡萄牙
- 英国
- 苏联
- 南斯拉夫

## 型號
- M3：1938年原型版本，共制造了64輛
- M3A1：1941年改良型版本，加大車體及車頭保險槓加設拉索滾筒，量產型
- M3A1E1：裝有美國Buda引擎公司的柴油引擎版本，共制造了100輛
- M3A1E2：加裝頂部裝甲的版本
- M3A1E3：加裝M3 37毫米炮的版本，沒有量產
- M3A1指揮車：1943年推出的指揮車版本，裝甲加厚，裝有1門白朗寧M2重機槍